# Guerre de Succession de Pologne (1733-1738)
Pour les articles homonymes, voir Guerre de Succession de Pologne et Guerre de Succession.
Batailles
- Kehl
- Pizzighettone
- Dantzig
- Bitonto
- Trarbach
- Colorno
- San Pietro
- Philippsbourg
- Gaète
- Capoue (en)
- Guastalla
- Clausen

La guerre de Succession de Pologne est un conflit européen qui eut lieu de 1733 à 1738, qui est déclenché à la suite du décès du roi de Pologne et électeur de Saxe Auguste II en 1733.
Deux candidats s'opposent pour lui succéder, le trône de Pologne étant électif : son fils, Frédéric II Auguste, devenu électeur de Saxe par hérédité, et Stanislas Leszczynski, qui a déjà été roi de Pologne de 1704 à 1709 et est devenu le beau-père de Louis XV en 1725. Le premier est soutenu par la Russie et l'Autriche et le second par la France. Le conflit électoral polonais deviendra une guerre civile et internationale.
Le principal épisode de la guerre en Pologne est le siège de Dantzig par l'armée russe en 1734. Vaincu, Stanislas Leszczynski se réfugie en Prusse, puis renonce formellement au trône de Pologne en 1736.
Hors de Pologne, le conflit implique principalement la maison d'Autriche (Charles VI) face à la France de Louis XV et à l'Espagne de Philippe V, en Rhénanie et en Italie. L'alliance familiale des Bourbon de France et d'Espagne en sort assez rapidement victorieuse. 
Les préliminaires de paix de 1735, confirmés par un traité en 1738, garantissent à Stanislas un avenir comme duc de Lorraine. Le duc François de Lorraine, époux de Marie-Thérèse d'Autriche, accepte de céder son duché en échange du grand-duché de Toscane. Il est aussi prévu qu'à la mort de Stanislas, la Lorraine passera au roi de France et cessera de relever du Saint-Empire, ce qui aura lieu en 1766. L'infant Charles d'Espagne reçoit le royaume de Naples cédé par l'Autriche.

## Contexte

### Les institutions de la république des Deux Nations
En 1569, le royaume de Pologne et le grand-duché de Lituanie, dont les capitales sont respectivement Cracovie et Wilno, qui ont le même souverain de la dynastie des Jagellons depuis 1385, sont formellement réunis par le traité de Lublin en un nouvel État, la république des Deux Nations (Rzeczpospolita Obojga Narodow), dont la capitale va être établie à Varsovie.
Il s'agit d'une monarchie élective, la dynastie des Jagellons étant éteinte : le roi de Pologne est élu à vie par une diète réunie à cet effet, formée par le Sénat (Senat), dont les membres sont de droit ou nommés par le roi, et la Chambre des députés (Izba poselska), élus par les nobles dans chaque voïvodie. L'élu au trône de Pologne devient ipso facto grand-duc de Lituanie.
L'histoire de la république des Deux Nations a été marquée par un affaiblissement constant du pouvoir royal et du pouvoir exécutif en général, très contrôlés par la diète, réunie au minimum tous les deux ans. L'affaiblissement du pouvoir est particulièrement sensible dans l'usage à partir du XVIIe siècle du liberum veto, qui permet à un membre de la diète de la dissoudre et d'annuler toute loi qui aurait été votée.
D'autre part, le gouvernement de la République, notamment les élections royales, subissent des ingérences étrangères constantes, généralement sous forme de corruption mais parfois d'interventions militaires.

### Les tribulations d'Auguste II et de Stanislas Leszcynski (1697-1733)
Après la mort de Jean III Sobieski en 1696, l'électeur de Saxe Frédéric-Auguste Ier a été élu en 1697 avec le soutien de la Russie, contre un candidat français, le prince de Conti, devenant, en Pologne, Auguste II. Mais l'expansionnisme du roi de Suède Charles XII a amené en 1704 l'élection de Stanislas Leszczynski ; Auguste II est contraint d'abdiquer en 1706, mais, après la défaite de Charles XII contre la Russie (Poltava, 1709), Stanislas est obligé de fuir à son tour et Auguste II redevient roi de Pologne.
Exilé, notamment dans le duché des Deux-Ponts, qui appartient à Charles XII, puis après la mort de celui-ci, à Wissembourg, en Alsace, Stanislas Leszczynski bénéficie d'un concours de circonstances exceptionnel : en 1725, la cour de France fait le choix de marier le jeune Louis XV (15 ans) avec sa fille Marie, âgée de 22 ans. Celle-ci devenue reine de France, Stanislas est installé avec sa petite cour à Chambord.

## La succession d'Auguste II
Auguste II souhaite que son fils Frédéric-Auguste, futur électeur de Saxe, devienne aussi roi de Pologne, mais son point de vue est au départ peu soutenu.

### Mise en place de la candidature de Stanislas
Au début des années 1730, alors que la mort du roi est prévisible à brève échéance, un parti se forme en Pologne pour soutenir un retour de Stanislas Leszczynski sur le trône, avec le soutien de la France. Ce parti se forme autour de la famille princière des Czartoryski, notamment des frères Michel Frédéric (né en 1696) et Auguste Alexandre (né en 1697). La candidature de Stanislas trouve un appui auprès de l'ambassadeur de France à Varsovie, Antoine-Félix de Monti, qui contribue à un rapprochement entre les Czartoryski et les Potocki ; et en France auprès du ministre des Affaires étrangères, Germain Louis Chauvelin. Le cardinal Fleury, principal ministre, est réservé, mais il s'incline lorsque Louis XV décide de soutenir Stanislas.

### L'intervention des «trois aigles noirs» (1732)
En 1732, la Russie, l’Autriche et la Prusse signent des traités désignés comme « traité des trois aigles noirs » ou « traité de Berlin » (17 septembre, entre la Russie et l’Autriche, 13 décembre entre les précédents et la Prusse) par lesquels ils excluent du trône de Pologne aussi bien Frédéric Auguste de Saxe que Stanislas Leszczynski.

### L'interrègne et l'élection de Stanislas (1erfévrier-12 septembre 1733)
La mort d'Auguste II le 1er février 1733 ouvre la période de l'interrègne. La république des Deux Nations a provisoirement pour chef le primat de Pologne, Théodore Potocki, interrex (roi par intérim), chargé de mener à bien le processus électoral.
La diète de convocation qui est tenue en avril-mai décide, à la demande du primat, qu'aucun candidat étranger ne sera admis.
Stanislas quitte Chambord et rentre en Pologne discrètement (à la demande de Fleury) en traversant l'Allemagne sous une fausse identité (celle du commis d'un marchand allemand, celui-ci étant joué par le chevalier d'Andlau, un ami de l'époque de Wissembourg). Simultanément, pour renforcer son anonymat, un sosie s'embarque à Brest sur un navire à destination de la Pologne. Stanislas arrive à Varsovie en août 1733 et se fait reconnaître au cours d'un service religieux à la cathédrale.
Durant cette période, Frédéric-Auguste obtient le soutien de l'Autriche et de la Russie en s'engageant auprès de Charles VI à donner son accord à la Pragmatique Sanction et auprès de la tsarine à permettre à son favori Ernst Johann von Biron de devenir duc de Courlande. Les deux pays signent le traité de Löwenwolde (19 août 1733) en faveur de Frédéric-Auguste. La Prusse en revanche maintient sa neutralité.
Le 12 septembre 1733, Stanislas est élu par la diète, réunie sous la protection d'une unité militaire de 2 000 hommes. Le décompte des signatures lui en donne 12 000. Les partisans de Frédéric-Auguste se rassemblent à Praga, faubourg de Varsovie sur la rive droite de la Vistule.

### La guerre en Pologne (septembre 1733-juillet 1734) et ses suites
La tsarine Anne Ire envoie alors une armée de 20 000 hommes pour chasser Stanislas de Varsovie. Frédéric-Auguste est élu le 5 octobre par une diète ad hoc, mais ne rassemble que 1 000 signatures.
Stanislas s'étant réfugié à Dantzig avec ses partisans, ainsi que l'ambassade de France et le primat, l'armée russe commence le siège de la ville en février 1734. La France envoie des troupes par mer, mais, insuffisantes en nombre, elles ne peuvent intervenir efficacement (un des membres de cette expédition est le gentilhomme breton Louis de Bréhan de Plélo, mort le 28 mai au cours d'un assaut contre les lignes russes).
Stanislas réussit à quitter la ville clandestinement à la fin de juin en traversant la Vistule sur une barque et se réfugie en Prusse, sur la rive droite du fleuve. Il est favorablement accueilli par les autorités.
Dantzig capitule le 9 juillet. Par la suite, Stanislas lance un appel à la résistance (20 août), dont le principal résultat est la formation (5 novembre 1734) de la confédération de Dzików (konfederacja dzikowska) dirigée par Adam Tarlo, dont l'action va être politique plus que militaire. Elle envoie à Paris un représentant, Jerzy Ożarowski, pour mener des opérations diplomatiques (peu fructueuses).
Le 26 janvier 1736, depuis Königsberg où il est hébergé depuis 1734, Stanislas annonce sa renonciation au trône de Pologne, à la suite des accords conclus à la fin de 1735 entre la France et l'Autriche. Ses soutiens se rallient à Auguste III, notamment la famille Czartoryski, à la tête d'une faction appelée la Familia, désormais favorable à la Russie, et non plus à la France.
En juin-juillet 1736 se tient une diète de pacification (sejm pacyfikacyjny), marquée par l'allégeance à Auguste III des membres de la confédération de Dzików.

## La guerre en Europe

### Les belligérants
Hors de Pologne, les principaux belligérants sont la France et la maison d'Autriche.
La France, qui n'a pas fait grand-chose pour soutenir Stanislas sur place, profite de la crise polonaise pour mener les hostilités contre l'Autriche dans des régions plus proches : Lorraine, Rhénanie et Italie. Il existe en effet en France un parti anti-autrichien, animé par le maréchal de Belle-Isle.
La France trouve des appuis auprès de l'Espagne et du royaume de Sardaigne, qui inclut la Sardaigne, le Piémont et la Savoie, afin d'évincer la maison d'Autriche de ses possessions en Italie.
La Bavière se place aussi du côté français.
Face à cette coalition, l'Autriche, faiblement soutenue par la Russie et l'électorat de Saxe, qui s'intéressent surtout à la situation en Pologne, se trouve rapidement en position d'infériorité.

### La guerre en Allemagne

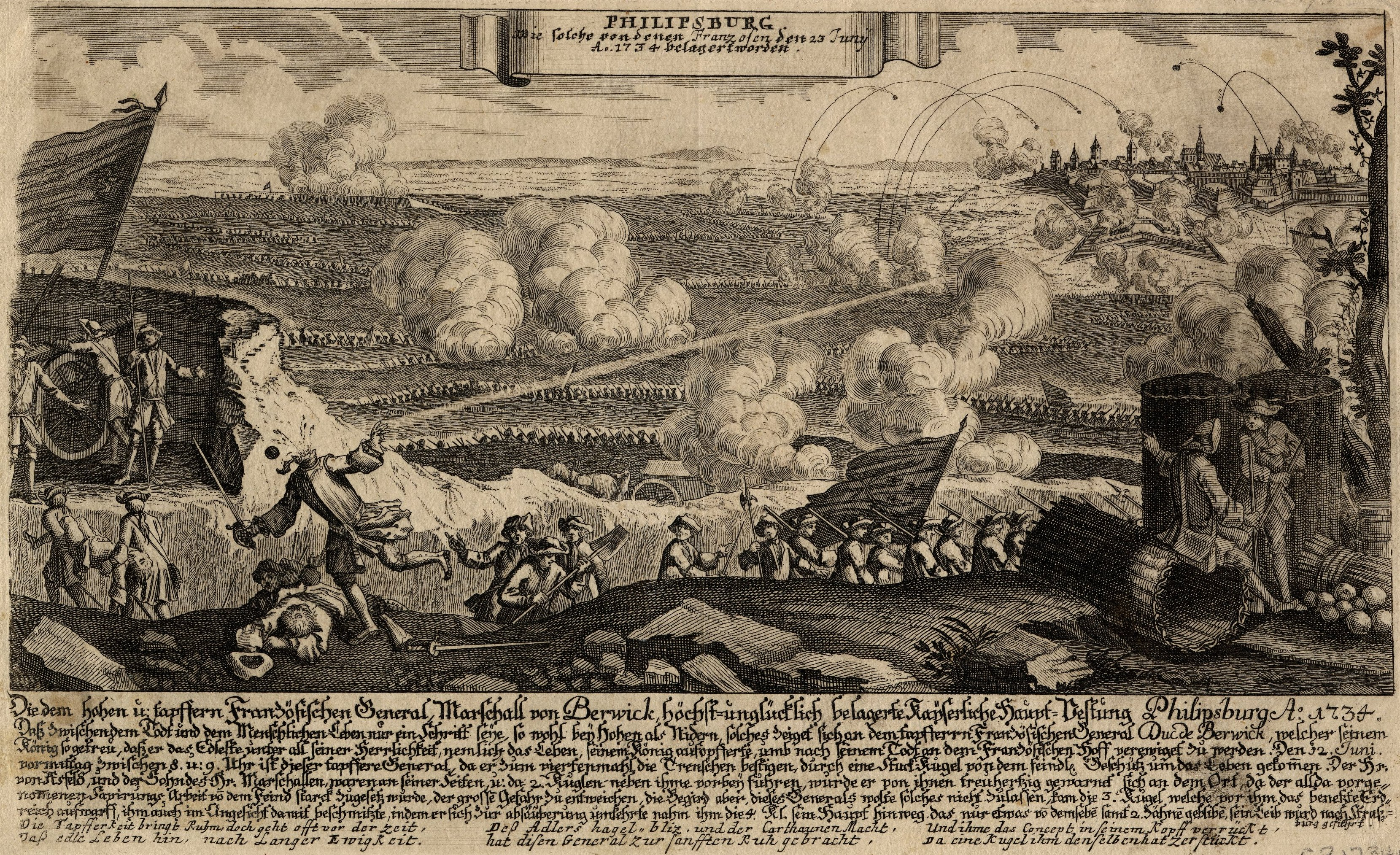
Vue générale du siège de Philippsbourg en 1734 (estampe anonyme).

La France déclare la guerre à Charles VI en septembre 1733.
L'armée française du Rhin, commandée par le maréchal de Berwick puis par le lieutenant général de Belle-Isle, ainsi que par les généraux Claude François Bidal d'Asfeld et Adrien Maurice de Noailles, envahit la Lorraine, dont la régente décrète aussitôt la neutralité.
Elle passe ensuite sur la rive droite du Rhin, puisque l'Alsace est déjà une possession française :  prise de Kehl le 29 octobre 1733, puis de Philippsbourg le 18 juillet 1734 (le maréchal de Berwick est tué pendant le siège de Philippsbourg).

### La guerre en Italie
Les forces françaises et sardes, venant du Piémont, envahissent le duché de Milan, puis le duché de Parme.
Le 29 juin 1734, Français et Piémontais s'opposent aux Autrichiens à San Pietro, combat sanglant, où des milliers de soldats sont tués, ainsi que le commandant en chef de l’armée autrichienne. Une autre bataille a lieu le 19 septembre à Guastalla.
Les troupes espagnoles, incluant des Wallons, des Irlandais et des Italiens, conduites par Charles Ier de Parme envahissent le royaume des Deux-Siciles. Victorieuse à Bitonto le 25 mai 1734, l'armée espagnole est maîtresse du sud de l'Italie.
Le prince Eugène, âgé et affaibli, mais qui reste le commandant en chef des armées autrichiennes, recommande à Charles VI de négocier.
Les opérations militaires sont suspendues et la place est laissée aux diplomates, qui négocient les préliminaires de paix de Vienne, mis au point en novembre 1735.

## Les conséquences de la guerre

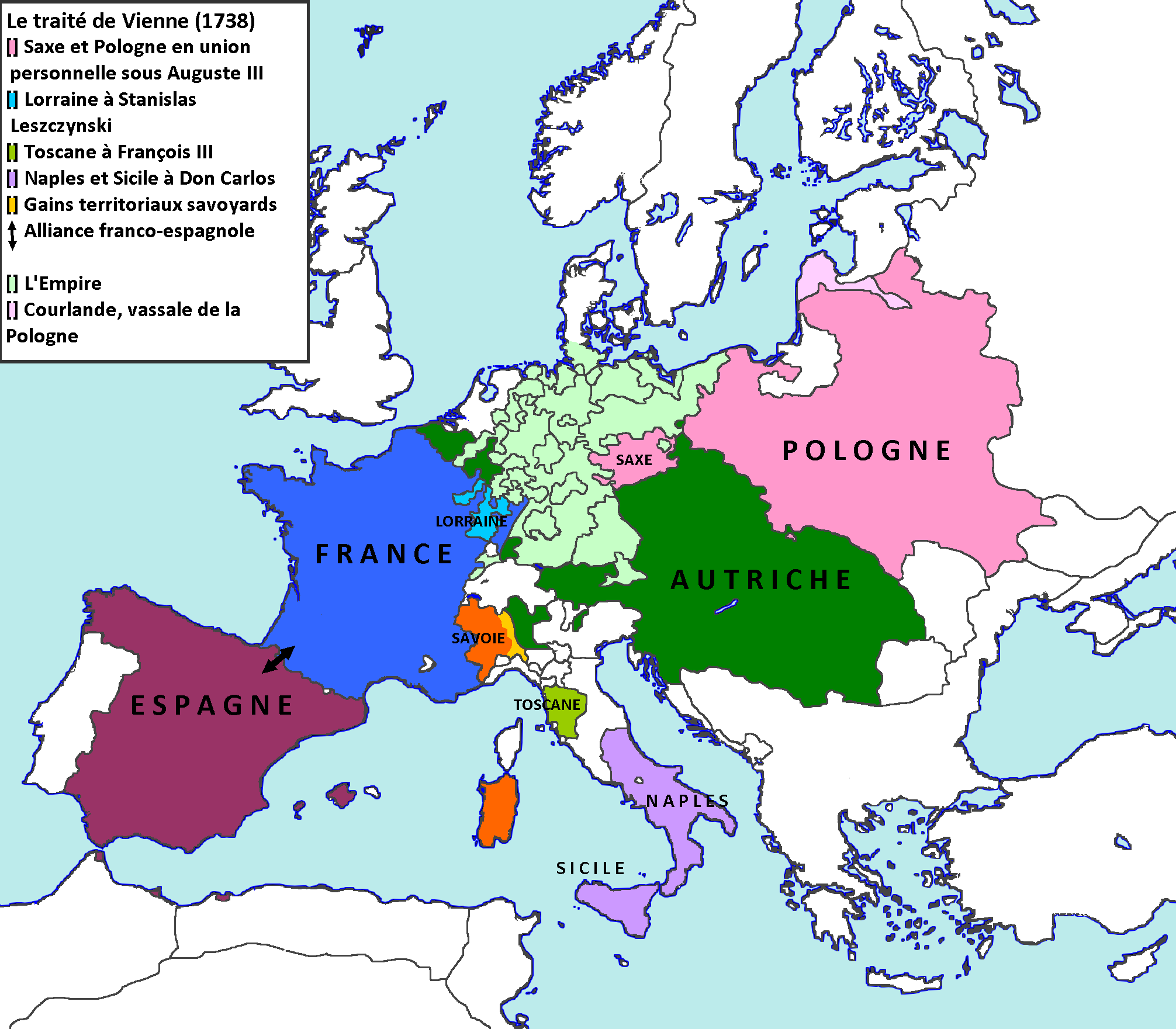
Les conséquences territoriales de la guerre de Succession de Pologne.

La guerre prend fin par le traité de paix de Vienne, négocié en secret en 1735 et ratifié en 1738 après des échanges de territoires. Stanislas renonce au trône et devient duc de Lorraine et de Bar. Envahis durant la guerre, ces duchés reviendront à la France à sa mort, du fait du mariage de sa fille à Louis XV.
Don Carlos d'Espagne obtient la Sicile et Naples, conquises à la tête de sa cavalerie, qui forment alors le royaume des Deux-Siciles, en compensation de la Toscane que récupère François-Étienne en dédommagement de la Lorraine. En compensation de Naples et de la Sicile, les Habsbourg reçoivent les duchés de Parme et de Plaisance, possession espagnole depuis 1731.
La guerre, bien que moins dévastatrice et moins longue que celles des siècles précédents, avec son cortège de massacres, viols, pillages, incendies, réquisitions et contributions militaires, arrestations et fusillades d'otages, a encore décimé la population polonaise, déjà fortement réduite dans les années qui précédaient le conflit. Auguste III aura la sagesse de rester neutre pendant la guerre de Sept Ans.
La guerre de succession entre les puissances centrales et occidentales a servi de diversion pour la Russie qui en a profité pour s’attaquer à la Turquie, mais celle-ci résiste et récupère ses territoires par les traités de Belgrade et de Nyssa en 1739.